# نادي إيطاليا تونس
إيطاليا تونس (بالفرنسية: Italia de Tunis) هو نادي كرة قدم تونسي سابق، تأسّس سنة 1926.
في ثلاثينيات القرن العشرين، كان نادي إيطاليا تونس أفضل الفرق التونسية، حيث توج بالبطولة 4 مرات سنوات: 1932 - 1935 - 1936 - 1937، الكأس المحلية سنة 1936، كما كان أول من يفوز بلقب دولي، حيث فاز بكأس شمال إفريقيا سنة 1936.

## الألقاب
|  | البطولة      | السنة                  |
|  | ------------ | ---------------------- |
|  | بطولة الدوري | 1932، 1935، 1936، 1937 |
|  | كأس الدوري   | 1936                   |